# Institut International de Gestion de l'Eau
L'Institut International de Gestion de l'Eau (IWMI) est l'un des centres de recherche membres du CGIAR.
Il est basé à Battaramulla, Colombo, au Sri Lanka. En 2012, il se voit décerner le prix de l'eau de Stockholm.